# Caenis nigropunctata
Caenis nigropunctata is een haft uit de familie Caenidae. De wetenschappelijke naam van de soort is voor het eerst geldig gepubliceerd in 1905 door Klapálek.
De soort komt voor in het Oriëntaals gebied.